# Aeroflex
Aeroflex, Inc., (NYSE: ARX), är ett amerikanskt högteknologiskt tillverknings– och leverantörsföretag som producerar testutrustningar, mätinstrument, integrerade kretsar för radiofrekvenser– och mikrovågor, mikroelektroniska komponenter– och system som används i design, utveckling och underhåll av trådlösa kommunikationssystem. Deras kunder är företag inom rymdfart, avionik, försvarsindustrin, telekommunikation, sjukvård och andra högteknologiska branscher.